# Teoría de la abstinencia

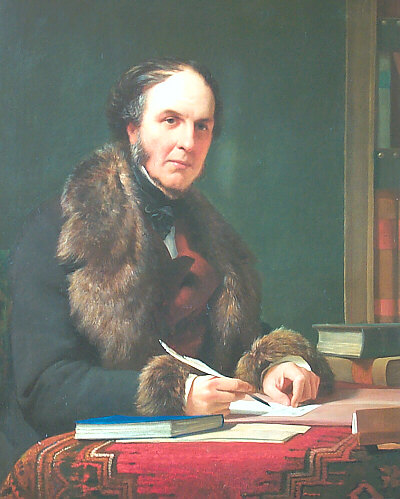
Nassau William Senior.

La teoría de la abstinencia es una teoría según la cual el interés del capital es una compensación al sacrificio que representa para el capitalista renunciar a un consumo inmediato para realizar un ahorro acumulativo. Formuló esta teoría Nassau William Senior en sus Principles of Political Economy (1833).